# Zach Lofton
Zach Lofton (Saint Paul, Minnesota, 18 de noviembre de 1992) es un baloncestista estadounidense que pertenece a la plantilla de los Detroit Pistons de la NBA, con un contrato dual para jugar también en el filial de la G League, los Grand Rapids Drive. Con 1,93 metros de estatura, juega en la posición de escolta.

## Trayectoria deportiva

### Universidad
Comenzó su carrera universitaria en el pequeño San Jacinto College, donde en su primera temporada promedió 16,6 puntos por partido, situándose en el top-100 nacional entre los freshman de la NJCAA. De ahí pasó a la División I de la NCAA, comprometiéndose con los Redbirds de la Universidad Estatal de Illinois, donde jugó una temporada en la que promedió 11,3 puntos, 3,0 rebotes y 1,5 asistencias por partido.
En 2014 fue transferido a los Minnesota Golden Gophers, pero tras su año en blanco debido a la normativa de la NCAA, la temporada siguiente tampoco jugó ni un minuto. En la temporada 2016-17 acabó en los Tigers de la Universidad del Sur de Texas, donde jugó una temporada en la que promedió 16,2 puntos, 4,0 rebotes y 1,9 asistencias por partido, siendo elegido Jugador del Año de la Southwestern Athletic Conference e incluido en el mejor quinteto de la conferencia. Anunció que se presentaría al Draft de la NBA de 2017, pero finalmente lo rechazo, siendo transferido para jugar su última temporada como universitario con los Aggies de la Universidad Estatal de Nuevo México, donde promedió 20,1 puntos y 5,0 rebotes, siendo incluido en el mejor quinteto de la Western Athletic Conference.

### Profesional
Tras no ser elegido en el Draft de la NBA de 2018, disputó con los Detroit Pistons las Ligas de Verano de la NBA, en las que jugó seis partidos en los que promedió 10,8 puntos, 2,5 rebotes y 1,0 asistencias. Firmó seguidamente con los Pistons para disputar la pretemporada, y ya en octubre acordó un contrato dual que le permita jugar también en el filial de la G League, los Grand Rapids Drive. Debutó en la NBA el 17 del mismo mes, en un partido ante Brooklyn Nets.

### Redes sociales
- Zach Lofton en X (antes Twitter)

- Datos: Q30129582